# Agaritina gamma-glutammiltransferasi
La agaritina gamma-glutammiltransferasi è un enzima appartenente alla classe delle transferasi, che catalizza la seguente reazione:
agaritina + accettore ⇄ 4-idrossimetilfenilidrazina + γ-L-glutammil-accettore
La 4-idrossianilina, la cicloesilammina, la 1-naftilidrazina e composti simili possono agire da accettori; l'enzima catalizza anche l'idrolisi dall'agaritina.